# Апофатичне богослов'я
Апофатичне (негативне, заперечне) богослів'я або Апофатична теологія — прийом пізнання Бога у філософії. Суть його полягає в тому, що ніяке, навіть найвище духовне поняття не може, хоча б і з відносною точністю, говорити про Бога. Тому, богословствувати, доцільніше вилучати всі людські та земні поняття: Бог ненароджений, невидимий, незбагненний, неописаний, незмінний. Протилежною апофатичному є катафатичне богослов'я.
Християнське богослів’я, починаючи з патристики, захищає апофатичний підхід до тайни Бога, виходячи із простої істини, що богопізнання ніколи не може бути вичерпане через посередництво розуму та його лінгвістичних форм. В цьому сенсі богослів’я оперує метафорами та алегоріями для вираження досвіду богоспілкування, але ці метафори та алегорії виражають собою екзистенційні, до-категорійні та до-теоретичні істини.  
Апофатичний шлях прагне пізнати Бога не в тому, хто Він є в контексті нашого тварного досвіду, а в тому, ким Він не є.
На думку православного богослова Володимира Лоського "Діонісій вирізняє можливість двох богословських шляхів: один є шлях ствердження (богослів’я катафатичне або позитивне), другий –  шлях заперечення (богослів’я апофатичне або заперечне). Перший веде до деякого знання про Бога, – це шлях не досконалий; другий приводить нас до повного незнання, – це шлях досконалий і винятково, за своєю природою, відповідає тому, Хто не піддається пізнанню, тому що будь-яке пізнання має своїм об’єктом те, що існує, Бог же поза межами всього існуючого. Щоб наблизитись до Нього, необхідно відкинути все, що нижче за Нього, тобто все існуюче. Якщо, бачачи Бога, ми пізнаємо те, що бачим, то не Самого Бога ми бачимо, а щось доступне розуму,  стосовно Нього приземлене. Тільки шляхом невідання (αγνωσια) можна пізнати Того, Хто є найвищим відносно всіх можливих об’єктів пізнання. Йдучи шляхом заперечення, ми підносимось від нижніх сходинок буття до його вершин, поступово відкидаючи все, що може бути пізнане, щоб у мороці повного невідання наблизитись до невидимого». 
|                          | Жодний богословський термін не виражає всієї повноти думки того, хто говорить і не відповідає бажанню того, хто запитує, тому що буденна мова надто слабка для вираження предмета думки |
| — Святий Василій Великий | |

|                  | Апофатичний шлях богопізнання є мисленева діяльність, завдяки якій об’єкт пізнання поступово втрачає всі свої позитивні властивості, щоб досконалим незнанням дійти, врешті-решт, до відповідного пізнання Того, Хто не може бути об’єктом знання. Можна сказати, що це інтелектуальний досвід безсилля, поразка думки перед недосяжністю умоглядного. Дійсно, усвідомлення вразливості, немочі людського розуміння є досвідом, загальним для всього, що може називатись апофатичним, або негативним богослів’ям… Апофатизм – усвідомлення інтелектуальної поразки… |
| — Лоський В. Н., | |

|                | Бог пізнається в одкровенні як особистому спілкуванні. Одкровення завжди є одкровенням комусь: воно складається із зустрічей, які творять історію. Звідси, одкровення у своїй повноті – це історія, це історична реальність, від створення світу до парусії. Таким чином, одкровення є охоплююче нас «теокосмічне» відношення. Ми не можемо не тільки пізнавати Бога поза одкровенням, але і міркувати про одкровення «об’єктивно» тобто зовнішньо. Одкровення не знає «зовнішнього», воно є відношення між Богом і світом, всередині якого – хочемо ми цього чи ні – ми перебуваємо. Але в іманентності одкровення Бог стверджує Себе трансцендентним творінню. Якщо визначити трансцендентність як те, що вислизає із сфери нашого пізнання і нашого досвіду, то слід сказати, що Бог не тільки не належить до цього світу, але і трансцендентний самому Своєму одкровенню… В діалектиці одкровення іманентність дозволяє нам називати трансцендентне. Але не було б і іманентності, якщо б трансцендентність не була б у глибинах своїх доступна. Ось чому ми не можемо мислити Бога в Ньому Самому, в Його сутності, в Його прихованій тайні…тому, що ні думка, ні словесні вираження не можуть вмістити безмежне в поняття, які визначаючи, обмежують. Саме тому отці Церкви в пізнанні Бога пішли шляхом заперечень |
| — Лоський В.Н, | |